# بانابا

بانابا (Banaba) هي جزيرة تقع في المحيط الهادي، وهي جزء من كيريباس. تعرف أيضاً باسم «جزيرة المحيط» (Ocean Island). تقع غرب سلسلة جزر جيلبيرت، وشرق ناورو. أعلى نقطة فيها هي أيضاً الأعلى في كيريباس، وتبلغ 81 متراً (266 قدماً). وهي مليئة بصخور الفوسفات، وتعتبر إحدى أغنى الجزر بها في المحيط الهادي، إلى جانب ناورو وماكاتي.